# 8147 Colemanhawkins
8147 Colemanhawkins (1984 SU3) là một tiểu hành tinh vành đai chính được phát hiện ngày 28 tháng 9 năm 1984 bởi B. A. Skiff ở trạm Anderson Mesa thuộc Đài thiên văn Lowell.